# Saint-Coutant (Deux-Sèvres)
Saint-Coutant és un municipi francès situat al departament de Deux-Sèvres i a la regió de la Nova Aquitània. L'any 2007 tenia 264 habitants.

## Demografia

### Població
El 2007 la població de fet de Saint-Coutant era de 264 persones. Hi havia 116 famílies de les quals 28 eren unipersonals (16 homes vivint sols i 12 dones vivint soles), 68 parelles sense fills, 16 parelles amb fills i 4 famílies monoparentals amb fills.
La població ha evolucionat segons el següent gràfic:
Habitants censats

### Habitatges
El 2007 hi havia 165 habitatges, 118 eren l'habitatge principal de la família, 33 eren segones residències i 14 estaven desocupats. Tots els 165 habitatges eren cases. Dels 118 habitatges principals, 109 estaven ocupats pels seus propietaris i 9 estaven llogats i ocupats pels llogaters; 7 tenien dues cambres, 19 en tenien tres, 35 en tenien quatre i 57 en tenien cinc o més. 110 habitatges disposaven pel capbaix d'una plaça de pàrquing. A 62 habitatges hi havia un automòbil i a 46 n'hi havia dos o més.

### Piràmide de població
La piràmide de població per edats i sexe el 2009 era:
| Homes | Edats   | Dones |
| ----- | ------- | ----- |
| 0     | 95 o +  | 0     |
| 0     | 90 a 94 | 0     |
| 4     | 85 a 89 | 4     |
| 0     | 80 a 84 | 0     |
| 0     | 75 a 79 | 8     |
| 24    | 70 a 74 | 8     |
| 4     | 65 a 69 | 20    |
| 8     | 60 a 64 | 8     |
| 0     | 55 a 59 | 4     |
| 16    | 50 a 54 | 8     |
| 8     | 45 a 49 | 8     |
| 0     | 40 a 44 | 8     |
| 12    | 35 a 39 | 4     |
| 4     | 30 a 34 | 4     |
| 16    | 25 a 29 | 12    |
| 4     | 20 a 24 | 8     |
| 4     | 15 a 19 | 4     |
| 0     | 10 a 14 | 8     |
| 12    | 5 a 9   | 8     |
| 4     | 0 a 4   | 4     |

## Economia
El 2007 la població en edat de treballar era de 168 persones, 101 eren actives i 67 eren inactives. De les 101 persones actives 95 estaven ocupades (51 homes i 44 dones) i 6 estaven aturades (1 home i 5 dones). De les 67 persones inactives 28 estaven jubilades, 20 estaven estudiant i 19 estaven classificades com a «altres inactius».

### Ingressos
El 2009 a Saint-Coutant hi havia 120 unitats fiscals que integraven 267,5 persones, la mediana anual d'ingressos fiscals per persona era de 14.173 €.

### Activitats econòmiques
Els 5 establiments que hi havia el 2007 eren d'empreses de construcció.
Dels 3 establiments de servei als particulars que hi havia el 2009, 1 era un paleta i 2 guixaires pintors.
L'any 2000 a Saint-Coutant hi havia 27 explotacions agrícoles que ocupaven un total de 1.105 hectàrees.

## Poblacions més properes
El següent diagrama mostra les poblacions més properes.